# Fédération nationale des victimes d'attentats et d'accidents collectifs
La Fédération nationale des victimes d’attentats et d’accidents collectifs (FENVAC) est une association loi de 1901 créée en 1994 par 8 associations de victimes de catastrophes survenues entre 1982 et 1993. Elle est présidée par Sandrine TRICOT et a pour directrice générale Sophia Seco. Aujourd’hui, plus de 90 associations de victimes ont été membres de la FENVAC et participent à une action de soutien envers les victimes de drames collectifs. 
L’article 2 des statuts de la FENVAC définit comme telles les missions que s’est donnée l’association : 
- « Par ses actions, défendre et promouvoir la sécurité collective en cas d’accident ou d’acte terroriste ».
- « Accompagner les victimes et leur porter assistance, entraide, solidarité, vérité, justice, prévention et mémoire ».

Conventionnée par le ministère de l'Europe et des Affaires Etrangères et le ministère de la Justice, la FENVAC s’est vue reconnaître un rôle à part entière dans la politique de prise en charge des victimes de catastrophes et de terrorisme en France et à l’étranger (40 % des évènements suivis). Depuis sa création, elle est ainsi intervenue dans plus de 160 accidents collectifs et actes de terrorisme.
Après un drame collectif, la FENVAC aide les victimes et leurs familles à la création d’une association spécifique à chaque événement. Depuis 1994, elle a ainsi accompagné plus de 70 associations dans leurs actions pour l’entraide, la vérité, l’indemnisation, la prévention et la mémoire. 

## Historique

### Accidents collectifs
Entre 1982 et 1993, une succession d’accidents faisant de nombreuses victimes secoue la France : 
- Accident de Beaune de 1982 : Deux cars d’une colonie de vacances transportant des enfants et adolescents se percutent et prennent feu. C’est l’accident de la route le plus meurtrier de France (53 morts).
- Accident de la Gare de Lyon de 1988 : collision frontale entre un train à l'arrivée et un train à l’arrêt. Le plus gros accident de la SNCF jamais recensé en Île-de-France (56 morts).
- Accident de Habsheim de 1988 : un avion de démonstration se détruit lors d’un meeting aérien dans le sud de l’Alsace (3 morts).
- Drame de Furiani de 1992 : une tribune du stade Armand Cesari  s’effondre lors de la demi-finale de la Coupe de France (18 morts et plus de 2000 blessés).
- Accident de Barbotan-les-Thermes de 1991[3] : 20 personnes meurent asphyxiées sur le chantier des thermes de Barbotan. Une 21e personne décède 2 années plus tard des suites de l’accident.
- Crash aérien Skirring du 9 février 1992 au Sénégal|[4] (28 morts).
- Incendie de la clinique de Bruz du 25 juin 1993[5] (20 morts).

Au début des années 1990, Jacques Bresson, qui a perdu son fils aîné dans l’accident de la gare de Lyon du 27 juin 1988, émet l’idée de rassembler les associations de victimes d’accidents collectifs en une seule fédération. Après l’accident, il part à la rencontre des victimes et les convainc de se rassembler, afin de porter une action d’intérêt général au-delà des drames personnels. Le 30 avril 1994 est ainsi créée la FENVAC, avec comme objectifs l’entraide, la solidarité, la vérité, la justice, la prévention et la mémoire. 
En 1995, la FENVAC obtient le vote de l’article 2-15 du code de procédure pénale, qui permet aux associations de victimes d’un accident collectif de se constituer partie civile aux procès. 
En 2004, la FENVAC est largement sollicitée par le ministère de la Justice pour la rédaction d’un Guide Méthodologique de la prise en charge des victimes d’accidents collectifs, mise à jour en avril 2017 par le Secrétariat d'État à l'Aide aux Victimes, qui lui reconnaît un rôle à part entière dans les dispositifs de crise.  
Convaincue de la nécessité de la justice et de la prévention pour l’intérêt des victimes, la FENVAC obtient en 2005 le droit de se constituer elle-même partie civile aux procès. Depuis, une cinquantaine de constitutions de partie civile au pénal ont été réalisées.

#### Accidents dans lesquels la FENVAC est notamment intervenue
- Explosion de l’usine AZF de Toulouse du 21 septembre 2001
- Crash du vol Air France 447 Rio-Paris du 1er juin 2009
- Tempête Xynthia de février-mars 2010
- Naufrage du Costa Concordia du 13 janvier 2012
- Accident ferroviaire de Brétigny-sur-Orge du 12 juillet 2013
- Disparition de l’avion 370 Malaysia Airlines depuis le 8 mars 2014
- Vol 5017 Air Algérie le 24 juillet 2014
- Vol 9525 Germanwings le 24 mars 2015
- Accident de Puisseguin du 23 octobre 2015
- Crash du vol 804 Egyptair du 19 mai 2016
- Effondrement des immeubles rue d'Aubagne à Marseille le 5 novembre 2018[9]

### Attentats
Après l’attentat de Marrakech d’avril 2011, la FENVAC étend son champ d’intervention aux victimes de terrorisme et, par un vote d’assemblée générale le 2 septembre 2011, devient la « Fédération nationale des victimes d’attentats et d’accidents collectifs ». Cette évolution a été rendue possible par l’aide de Françoise Rudetzki, présidente de l’association « SOS Attentats » (association dissoute en 2008), qui devient déléguée au terrorisme de la FENVAC de septembre 2011 à juillet 2015. 
La FENVAC, explique dans un communiqué : « Face à la complexité croissante des difficultés rencontrées par les victimes et à la diminution des financements publics, les associations de victimes doivent évoluer, mieux s’organiser et notamment mutualiser les compétences et les ressources. Les nombreux points de convergence dans les conséquences et la gestion des accidents collectifs et attentats ont imposé comme une évidence la décision que nous venons de prendre ».
En novembre 2015, la FENVAC est intégrée au comité de suivi des victimes à la suite de la signature de l’instruction interministérielle sur la prise en charge des victimes du terrorisme par le Premier ministre. Elle devient également membre de la cellule interministérielle d’aide aux victimes (CIAV)  et est présente au sein du Centre d’accueil des Familles et de l'Espace d'Information et d'Accompagnement à la suite d'un acte de terrorisme.

#### Les attaques terroristes où la FENVAC est notamment intervenue
- Attaque du café Agana à Marrakech du 28 avril 2011
- Attentats des 11, 15, 19, 21 et 22 mars 2012 à Toulouse et Montauban
- Attentats de 7,8 et 9 janvier 2015 à Paris
- Attaque du musée du Bardo du 18 mars 2015 (Tunisie)
- Attaque du Bataclan du 13 novembre 2015
- Attentat de Ouagadougou du 15 janvier 2016
- Attentat de Bruxelles du 22 mars 2016
- Attentat du 14 juillet 2016 à Nice
- Attaques du pont de Westminster du 3 juin 2017 à Londres
- Attaques du London Bridge du 3 juin 2017 à Londres

## Mission d'aide aux victimes
Composée exclusivement de victimes et de proches de victimes de terrorisme ou d’accidents collectifs, la FENVAC a pour vocation de mettre à la disposition des victimes une écoute, un soutien moral et un accompagnement dans l’ensemble de leurs démarches (administratives, judiciaires, médicales). Pour ce faire, elle s’appuie sur une équipe pluridisciplinaire d’intervenants professionnels (accueillants, juristes, assistante sociale, psychologue). La FENVAC oriente les victimes vers un vaste réseau de praticiens et professionnels spécialisés dans la prise en charge des victimes de drames collectifs. 
Membre de la Cellule interministérielle d’aide aux victimes (CIAV), elle est aussi présente au sein du Centre d’accueil des victimes, instance chargée de guider et orienter les victimes dans les premières heures qui suivent un attentat. Elle est également membre du Comité interministériel de suivi des victimes de terrorisme, dont la mission est d’assurer la qualité de l’accompagnement des victimes. Elle aide par ailleurs ces dernières à obtenir des droits sociaux (statut de pupille de la Nation, de victime civile de guerre, indemnisations, aides sociales, etc.) et les oriente vers une prise en charge psychologique adaptée à leur traumatisme. 

## Prévention
Défendant un droit fondamental à la sécurité collective, la FENVAC agit en faveur de mesures de prévention des risques et de sûreté. Elle s’attache notamment à faire évoluer les pratiques et adapter le cadre législatif pour répondre aux difficultés concrètes des victimes. La FENVAC intervient aussi régulièrement dans le cadre de formations (prévention et gestion de crise) auprès de professionnels (École nationale de la magistrature, Gendarmerie, CUMP, etc) et de colloques, et est régulièrement sollicitée dans le cadre des travaux du Parlement, comme ce fut le cas pour l’enquête parlementaire relative aux moyens mis en œuvre par l’État pour lutter contre le terrorisme après les attentats du 13 novembre 2015 à Paris. 
La FENVAC a établi des partenariats avec des acteurs privés, notamment des entreprises de transport comme la SNCF, La RATP, Air France ou des groupes comme Engie et EDF. Ces relations privilégiées avec ces entreprises permettent à la fédération de construire avec elles un dialogue et travailler à l’amélioration des dispositifs de prise en charge des victimes en cas de catastrophes. 

## Mémoire
La FENVAC s’attache à ce que les drames vécus ne tombent pas dans l’oubli, et, à ce titre, accompagne les victimes et leurs proches dans les processus commémoratifs. 
Depuis 2012, elle co-organise avec l'Association française des Victimes de Terrorisme la cérémonie d'hommage aux victimes du terrorismes du 19 septembre. 
La FENVAC a aussi participé au comité municipal de Nice pour la mémoire des victimes des attentats du 14 juillet 2016.

## Réseau national et international

### Réseau national
La FENVAC dispose de locaux à Paris ainsi que d’un réseau d'environ trente délégués territoriaux, eux-mêmes victimes de catastrophe ou de terrorisme, répartis dans toute la France. Représentée par ses délégués, la FENVAC participe aux comités locaux d’aide aux victimes,, instances chargées du suivi de victimes d’actes de terrorisme et d’accidents collectifs sur l’ensemble du territoire. Ils contribuent à un suivi de proximité des victimes et de leurs associations en étant présents lors des réunions d’information, des cérémonies et des procès. 

### Réseau international
La FENVAC a intégré le réseau européen des associations de victimes de terrorisme, European Network of Victims of the Terrorism, financé en partie par la Commission européenne, dont l’objectif est de favoriser la coopération internationale entre les associations de victimes de terrorisme et d’améliorer la représentation des intérêts des victimes dans l’Union européenne.
La FENVAC plaide ainsi pour l’instauration de standards internationaux dans la prise en charge de victimes et pour l’harmonisation de leurs droits. Elle a d’ailleurs déjà été sollicitée par les instances de l’Union européenne, du Conseil de l’Europe, de l’ONU et du gouvernement français dans le cadre de travaux et de réflexions relatives aux victimes d’actes terroristes.
Elle est aussi membre fondateur du réseau européen de victimes « SOS Catastrophes », et mène un travail collaboratif avec des associations de victimes ou d’aide aux victimes à travers le monde, tels que le Victim Support Europe ou encore l’association espagnole de victimes de terrorisme AVT (Asociación Víctimas del Terrorismo)  et l'association belge des victimes de terrorisme V-Europe.

## Les partenaires de la FENVAC
Au fil de son expérience, la FENVAC a noué des contacts avec des partenaires institutionnels. L’association est ainsi membre :
- Du Conseil d’administration du Fonds de Garantie des victimes des actes de terrorisme et d’autres infractions (FGTI).
- Du Conseil national de l’aide aux victimes (CNAV)[26] placé auprès du ministère de la Justice
- Du Conseil supérieur de la prévention des risques technologiques (CSPRT)[27] placé auprès du ministre du développement durable
- Du Conseil d’administration de l’Office national des anciens combattants et victimes civiles de guerre (ONACVG)
- Du Haut Comité français pour la défense civile (HCFDC) [28]
- De l’Institut pour une culture de la sécurité civile (ICSI)[29]
- Du Conseil de juridiction du Tribunal de grande instance de Paris